# Job
|  | Per a altres significats, vegeu «Job (Puèi Domat)». |

Job (hebreu: אִיּוֹב, Iyyov‎; àrab: أيّوب, Ayyūb) és el protagonista del Llibre de Job, profeta per als jueus i cristians (és venerat com a sant a tota la cristiandat), i profeta de Déu a l'Alcorà per als musulmans. Ha esdevingut símbol i personificació de la paciència en la cultura popular. El Llibre de Job presenta el personatge com un home just, beneït per Déu per la seva virtut. Job té quatre virtuts fonamentals: és íntegre i recte; té temor de Déu; i s'allunya del mal. Déu i el diable parlen i el segon diu que Job estima Déu només perquè l'afavoreix i té la sort de cara. Per demostrar que no, Déu deixa que Satanàs faci el que vulgui: fa que Job perdi la seva fortuna, els seus fills, la seva salut i tot el que gaudia fins llavors. Malgrat això, Job no retreu res a Déu ni l'abandona, al contrari, confia en la seva justícia. Finalment, Job torna a la seva condició anterior i és beneït; té set fills i tres filles: Jemima (que vol dir "colom"), Keziah ("canyella") i Keren-happuch ("maquillatge de l'ull"), que foren les dones més belles del país. Va viure feliç fins als 140 anys i morí santament. Job apareix també al Llibre d'Ezequiel (14, 14-18), l'Epístola de Jaume (5, 11), a l'Alcorà, on es presenta com a profeta, i a l'apòcrif Testament de Job.

## Job al judaisme

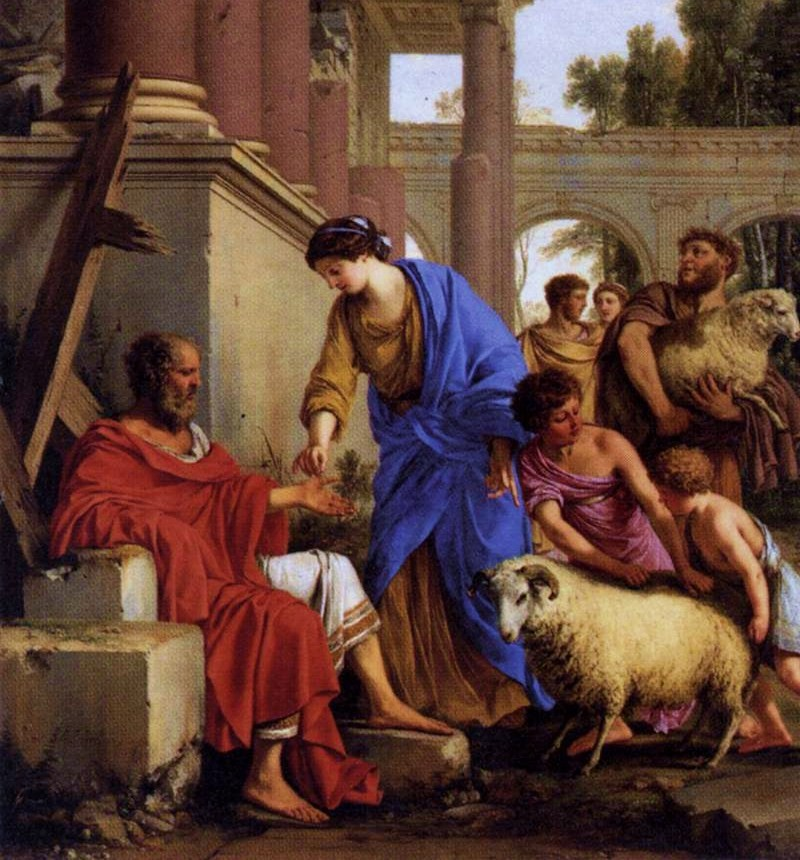
Job restaurat a la seva fortuna, per Laurent de la Hyre

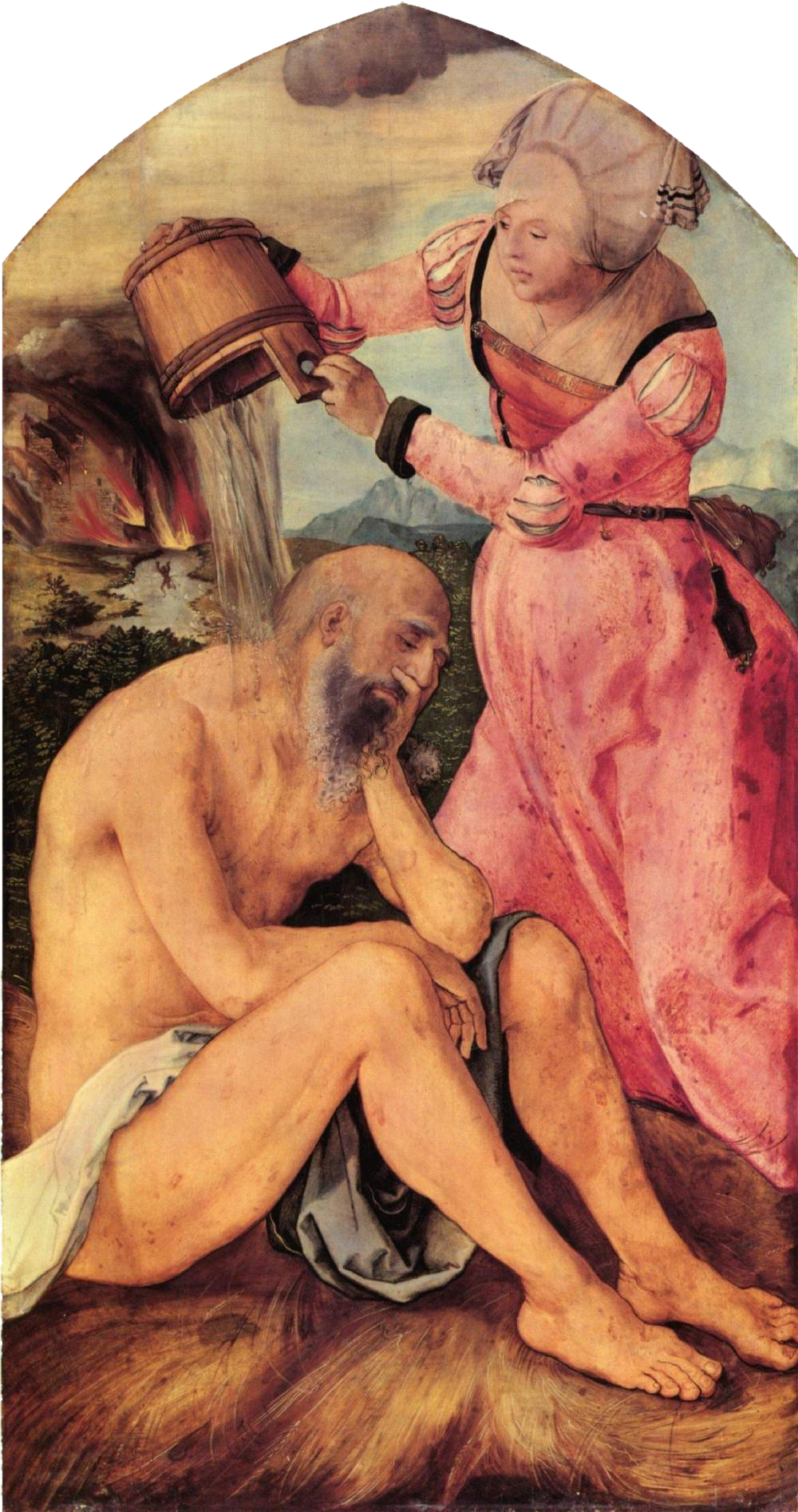
Job, per A. Dürer (Frankfut, Kuntsmuseum)

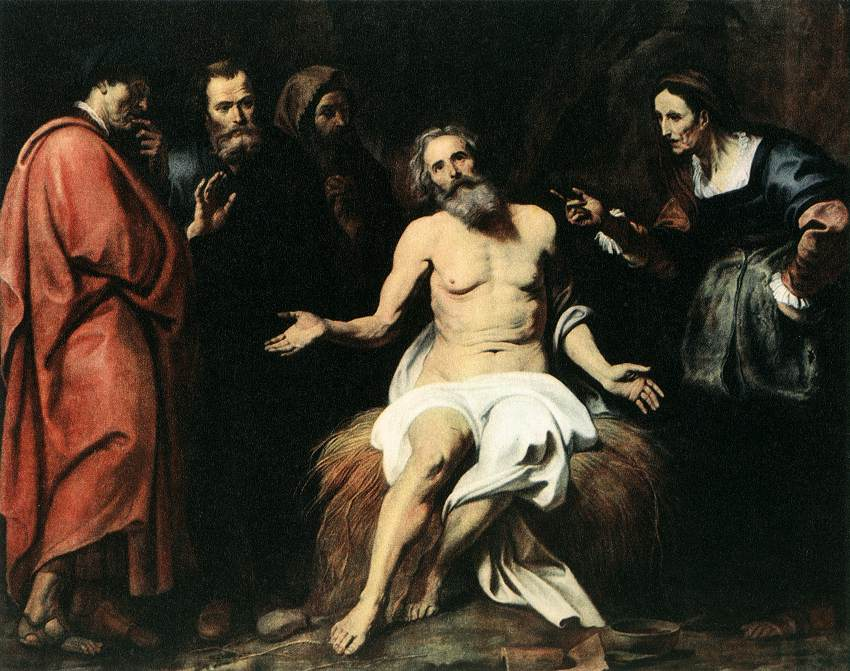
Pintura de Gerard Seghers, s. XVII (Praga, Museu Nacional)

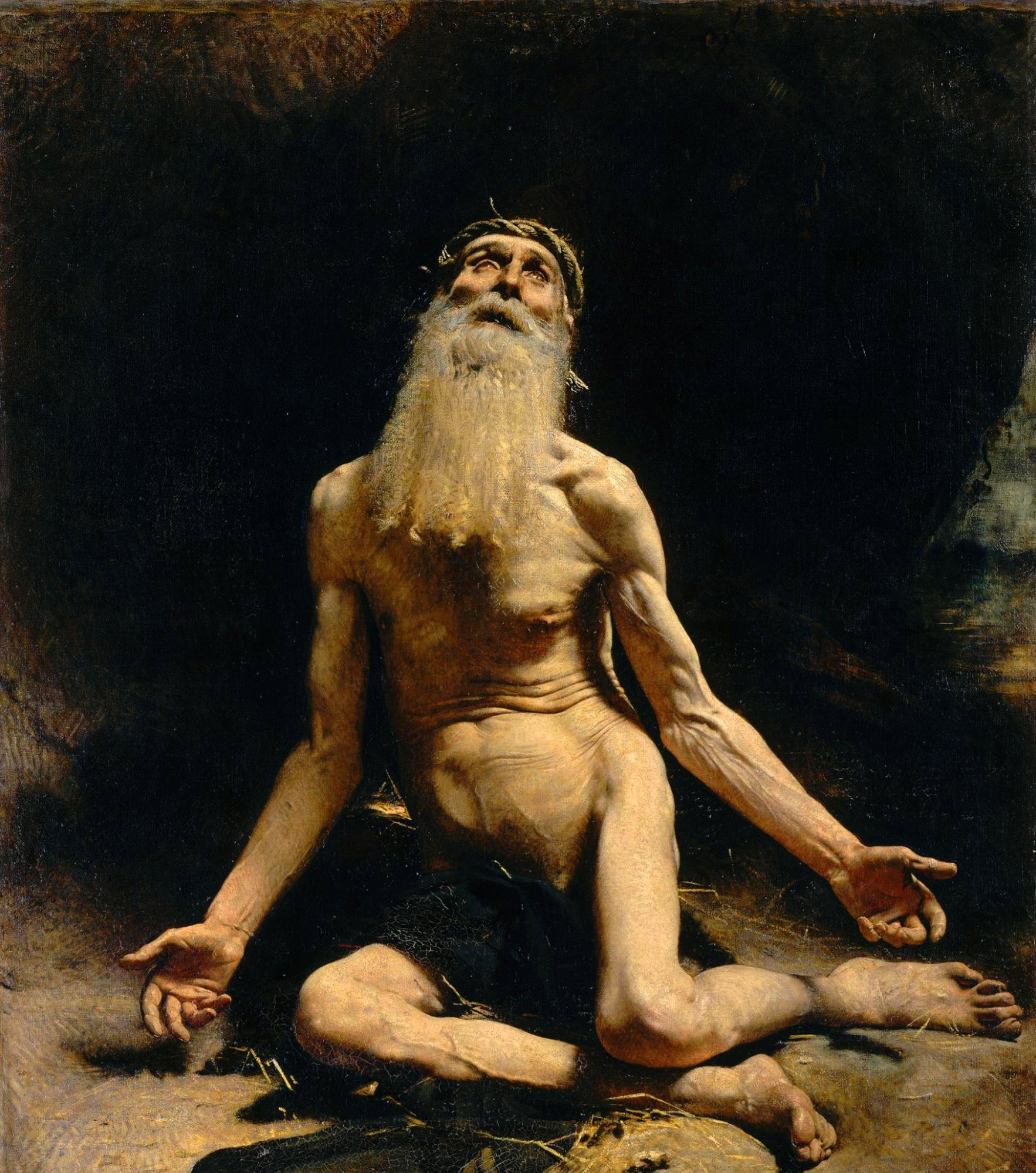
Job, per Bonnat, 1880

La majoria dels escrits rabínics de la Torah considera Job com una figura històrica. Alguns erudits del judaisme ortodox mantenen que era un dels tres consellers del faraó d'Egipte en l'època prèvia a l'Èxode i el naixement de Moisès. Segons el Sotah del Talmud, el faraó va demanar-los opinió sobre el creixement de la població jueva a Egipte: mentre que Balaam l'aconsellà matar els nois nascuts per aturar-ne l'increment, Jetro s'hi oposà i Job va romandre en silenci, tot i que no estava d'acord amb la postura de Balaam; per això, Déu el castigà després. No obstant això, els llibres bíblics no esmenten aquest fet, que sembla més aviat una tradició llegendària, i en parlen com d'un home just.
Un corrent minoritari de rabins considera que no va existir i que es tracta d'una figura literària i al·legòrica per transmetre el missatge diví.
Per completar la narració bíblica, cap al segle ii dC aparegué el Testament de Job, apòcrif jueu on apareixen els noms dels fills de Job i els discursos que feu i en detalla la mort.

## Job al cristianisme
El cristianisme considera el Llibre de Job com a canònic. Es considera un profeta del cristianisme per la seva frase "Sé que el meu redemptor viu" (Job 19, 25), i una prefiguració del Crist sofrent. Alguns Pares de l'Església l'anomenen "profeta" i "màrtir" pels patiments que passà. Climent de Roma i altres el proposen com a exemple per als fidels per la seva paciència.

### Veneració
Ja se cita al Martirologium Hieronymianum i continua sortint als posteriors, testimoniant l'antiguitat de la seva veneració. La pelegrina Egèria parla d'una església a ell dedicada a Carneas, a la frontera entre Aràbia i la Idumea, que es tenia com a terra nadiua del patriarca i com a lloc del seu enterrament.
A occident se li dedicaren esglésies com la de San Giobbe de Venècia o Bolonya i altres a Flandes, com també hospitals i llatzerets.
És celebrat com a patriarca per diverses confessions cristianes: l'Església Catòlica el celebra el 10 de maig, amb una breu menció al Martirologium Romanum; les esglésies orientals li dediquen un ofici complet. L'Església Luterana l'inclou al seu calendari de sants el 9 de maig, els ortodoxos i melquites, el 6 de maig; l'Església Ortodoxa Etíop el 27 d'abril; els coptes el 29 d'agost i l'Església Apostòlica Armènia el 30 d'agost; a Jerusalem se celebra el 22 de maig.

## Job a l'Islam
A l'Alcorà, Job (Ayyub) és un profeta de l'islam. Vivia, creient en Déu, al nord-est d'Aràbia i va patir les mateixes calamitats que diu la Bíblia, però sense perdre la fe. Al contrari que a l'obra hebrea, l'Alcorà emfatitza la fidelitat a Déu, deixant de banda les discussions amb els tres amics al voltant de la seva desgràcia.
Els erudits musulmans situen Job com a profeta immediatament posterior a Josep, dient que predicà a la seva comunitat. És qui està, al Cel, al davant d'aquells «que van resistir amb paciència».

### Tradició islàmica
A banda de l'Alcorà, la tradició islàmica transmet que Job era descendent del patriarca Noè. El diable, disfressat de vell, va anar a veure Job, ja empobrit, i intentà convèncer-lo que Déu l'havia abandonat i no mereixia les seves oracions. En no fer-lo defallir, el diable s'adreçà a la seva esposa, també molt pietosa. Malgrat que ella tampoc no perdé la fe, sí que digué a Job perquè pregués a Déu perquè els tornés el seu benestar anterior; Job, disgustat, li digué que aquell patiment seria temporal, i que mereixia que fos colpejada per queixar-se'n. Quan Job recuperà la fortuna, rebé una revelació divina que li deia que no castigués la seva dona i que l'estimés.

### Veneració
La tradició islàmica indica dos llocs com a escenari de la història, i tres per a la tomba del profeta. La tradició palestina situa la casa de Job a Al-Jura, a la rodalia d'Al-Majdal, avui Ashkelon (Israel). Déu el recompensà fent brollar-hi una font de la joventut, encara existent. Anualment, hi té lloc una festa de quatre dies on van pelegrins i es banyen a la font, amb propietats guaridores.
L'altra suposada ubicació de la seva casa és Urfa, l'antiga Edessa, a Turquia. Allà també s'hi troba una de les tombes atribuïdes al profeta. També hi ha una Tomba de Job a Jabal Qara, als afores de Salalah, a Oman, i a El-Chouf, al Líban, segons la tradició dels drusos.